# Jumper (ракетный комплекс)
JUMPER (ивр. מנתר‎ — «Прыгун») — израильский ракетный комплекс тактического назначения.
Разработан компанией Israel Aircraft Industries. Впервые был показан 2 сентября 2009 г. на третьей ежегодной Конференции по обороне, проводимой в израильском городе Латрун.
Ракетная система JUMPER была разработана по результатам оценки операций вооружённых сил Израиля, проведённых в 2006 г. в Ливане (Вторая ливанская война).
Jumper автономен, не требует обслуживающего персонала и никакого специального носителя для запуска. Пусковые контейнеры с ракетами объединёны в блок, и не привязаны к конкретному носителю, их доставляют к месту назначения на любом транспорте. Jumper состоит из нескольких пусковых установок — блоков с ракетами, которые могут размещаться как на грузовиках, так и на земле, и позволяет осуществлять точное поражение целей, расположенных на удалении до 2000 километров с закрытых огневых позиций.
Каждый блок ракетной системы размерами 1,5×1,5 м и высотой 2.5 м содержит пятнадцать контейнеров, в четырнадцать из которых находятся ракеты, а в пятнадцату — аппаратура, интегрированная в систему управления огнём. Они разработаны таким образом чтобы осуществлять вертикальный пуск ракет. Перезарядка установки осуществляется достаточно просто — солдаты заменяют пустые контейнеры на полные.
Ракета комплекса Джампер длиной 1,8 м, диаметром 160 мм, массой 63 кг может оснащаться боевыми частями различного типа в зависимости от боевых задач. Они имеют инерциальную и GPS-систему наведения, а на конечном участке могут наводиться на цель с помощью лазерного целеуказателя.
По заявлению разработчиков, данный комплекс позволит открывать немедленный и эффективный огонь по различным целям для оказания огневой поддержки сухопутным войскам на поле боя без привлечения бронетанковых и военно воздушных сил, как днём, так и ночью, при любых погодных условиях.
Наличие возможность наведения с помощью лазерного целеуказателя ракет делает применение комплекса особенно эффективным в городах, где минимизация сопутствующего ущерба представляет серьёзную проблему.

## Близкие аналоги
- Ракетный комплекс NLOS-LS